# Rutskivlav
Rutskivlav (Tremolecia atrata) är en lavart som först beskrevs av Erik Acharius, och fick sitt nu gällande namn av Hertel. Rutskivlav ingår i släktet Tremolecia och familjen Hymeneliaceae.  Arten är reproducerande i Sverige. Inga underarter finns listade i Catalogue of Life.

## Källor

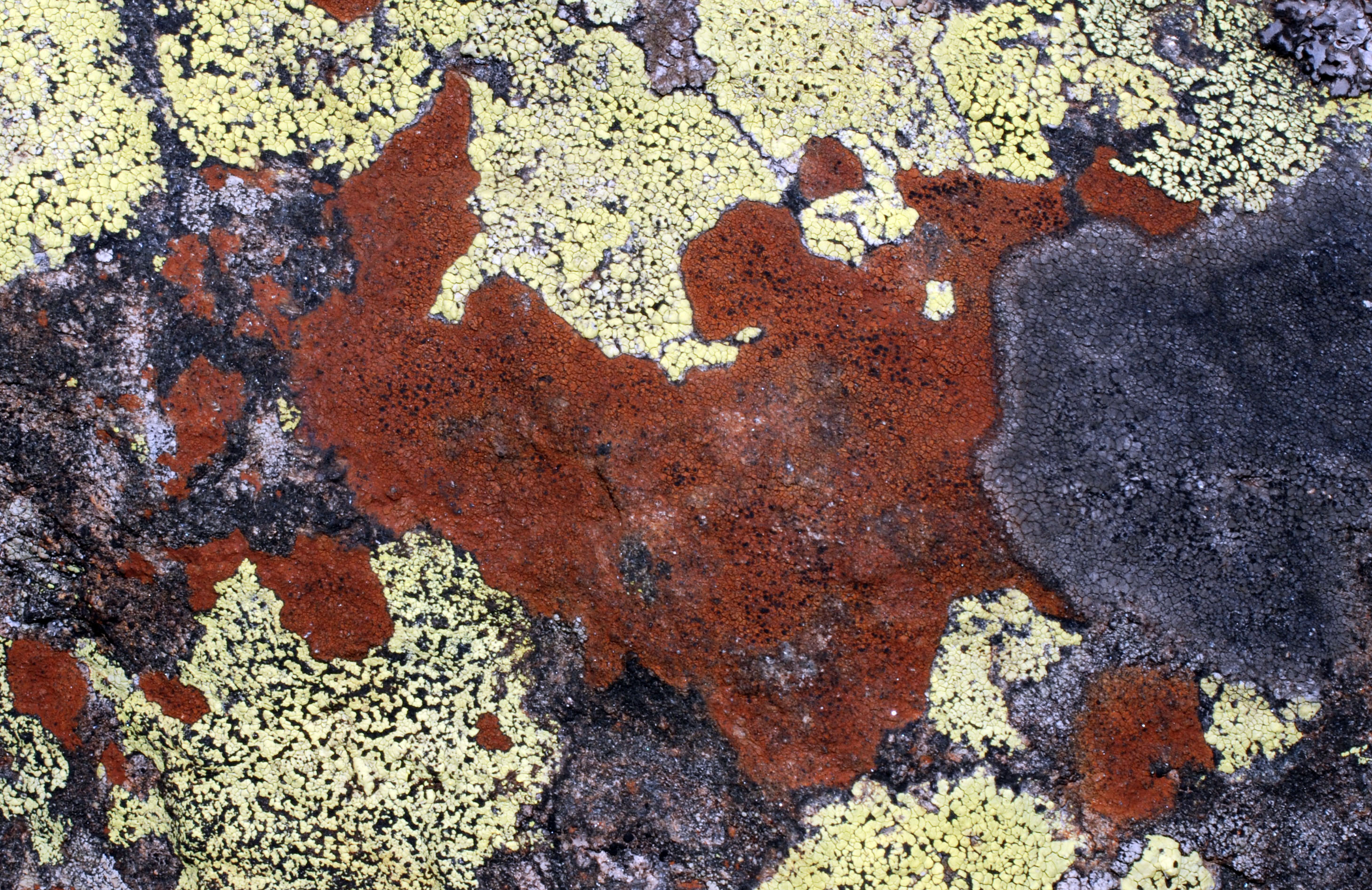